# Sommarkyndel
Sommarkyndel (Satureja hortensis) är en ettårig växt som beskrevs 1753 av Carl von Linné.

## Beskrivning
Sommarkyndel har en kraftig rot. Stjälken blir 25 cm lång, i något fall 60 cm. Nedre delen är fyrkantig och förvedad, färg brunviolett. Bladen är svagt behårade och prickiga av oljekörtlar. Längden är 10 – 25 mm, bredden 2 – 4 mm. Fästade parvis motsatta på stjälken, växelvis riktade 90° utefter densamma.
Växten har en behaglig doft och blommar under perioden juli – oktober. Blomman har fem kronblad. Underläppen är djupt flikad med mittfliken mycket större än sidoflikarna. Den har fyra ståndare med raka, parallella strängar och alla ståndarna är fertila.
Den har en pistill med två märken. Fodret är klockformat och avslutas med fem långa spetsar. Det finns två slags blommor, dels tvåkönade med både ståndare och pistill, men även honblommor utan ståndare. Pistillens fröämne ger upphov till två bruna kapslar, som vardera innehåller fyra frön, 1 à 1,5 mm långa. 1 000 frön väger 500 – 800 mg.
När en mogen kapsel spricker förs fröna av vinden ett par meter bort. Sedan kan myror ta vid och sprida fröna ytterligare, vilket kallas för myrmekokori. Myrorna lockas av saften på ett litet utskott på fröet. Mekanismen är ett exempel på symbios.
Vid frösådd ska det vara minst 15 cm avstånd mellan fröna, och det får inte vara mer än 5 mm jord över dem. Det tar 2 – 3 veckor, innan det gror. 
Sommarkyndel har mer smak än vinterkyndel.
Kromosom-tal 2n = 48.

### Innehållsämnen
Från bladens oljekörtlar kan 0,3 – 1,7 % eterisk olja utvinnas, i förädlade sorter 4 – 5 %. Innehåll enligt nedanstående tabell:
| Ämne                  | CAS-nummer | Halt (%) |
| --------------------- | ---------- | -------- |
|                       |            |          |
| Karvakrol             | 499-75-2   | 40       |
| p-Cymol C10H14        | 99-87-6    | 20       |
|                       |            |          |
| β-Sitosterol, C29H50O | 83-46-5    | 4 – 8    |
| Ursolsyra, C30H48O3   | 77-52-1    | 4 – 8    |
| Bitterämnen           |            | 4 – 8    |
| Garvämnen             |            | 4 – 8    |
| Slem                  |            | 4 – 8    |
|                       |            |          |
| Tymol                 | 89-83-8    | Varierar |
| Fenolen, C20H12       | 54100-60-6 | Varierar |
| Limonen               | 138-86-3   | Varierar |

100 gram torkade blad har energin 1138 kJ = 272 kcal och innehåller följande näringsämnen:
| Ämne | Mängd       | RDI a) (%)  |
| --- | ----------- | ----------- |
| |             |             |
| Kolhydrater | 68,73 g     |             |
| Kostfiber | 45,7 g      |             |
| Aska | 9,63 g      |             |
| Vatten | 9 g         |             |
| Protein | 6,73 g      |             |
| Fett | 5,91 g      |             |
| Därav mättat fett | 3,26 g      |             |
| Kalcium | 2,132 g     | 213         |
| Kalium | 1,051 g     | 22          |
| Magnesium | 377 mg      | 102         |
| Fosfor | 140 mg      | 20          |
| Askorbinsyra (C-vitamin) | 50 mg       | 83          |
| Järn | 37,88 mg    | 303         |
| Fytosteroler, C29H50O | 31 mg       | Data saknas |
| Natrium | 24 mg       | 2           |
| Mangan | 6,1 mg      | 203         |
| Zink | 4,3 mg      | 43          |
| Niacin (B3-vitamin) | 4,08 mg     | 27          |
| B6-vitamin-gruppen b) | 1,81 mg     | 139         |
| Koppar | 847 μg      | 106         |
| Tiamin (B1-vitamin | 366 μg      | 28          |
| Retinol (A-vitamin] | 257 μg      | 29          |
| | 5 130 IE c) |             |
| Selen | 4,6 μg      | 8           |
| ––––––––––––––– a) Rekommenderat dagligt intag för vuxen person b) Pyridoxin + pyridoxamin + pyridoxal, C8H9NO3 c) Internationell enhet |             |             |

## Utbredning och systematik

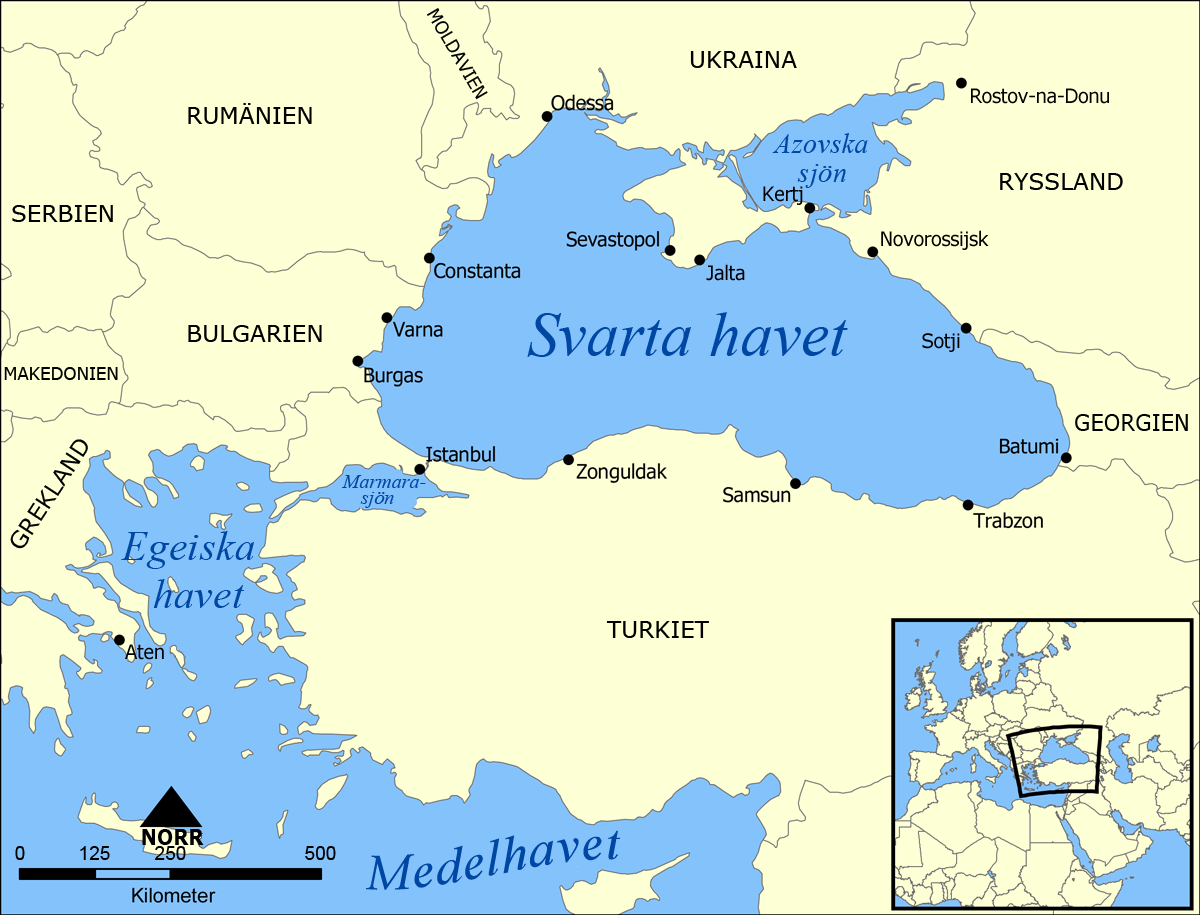
Länderna kring Svarta havet.

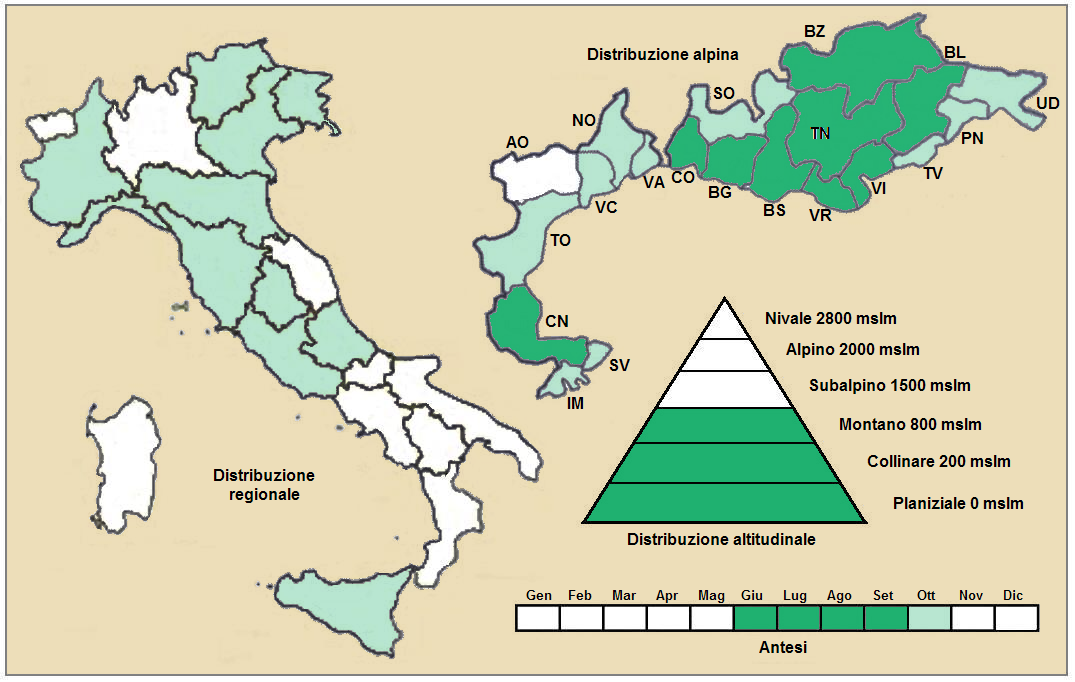
Utbredning i Italien
Till höger, upptill förstoring av Alperna-området. Bokstäverna är beteckningar för kommuner.
Mörkgrönt visar blomningstid juni – september; ljusgrönt ända till i oktober.
I vita områden saknas sommarkyndel.

Sommarkyndel förekommer ursprungen vid Medelhavets nordöstra kust och i länderna kring Svarta havet. Växten har odlats i Centraleuropa sedan flera hundra år före romartiden. 1995 odlades den i Tyskland på 81 hektar.[källa behövs] Arten kan förekomma förvildad i Tyskland, spridd från odlingar, men bara tillfälligt.
2001 fanns stora odlingar i:[källa behövs]
- Afghanistan
- Indien
- Ryssland
- Sri Lanka
- Sydafrika
- Turkiet

### Underarter
Sommarkyndel delas upp i två underarter:[källa behövs]
- Rosenmynta (Satureja hortensis var. grandiflora) Boiss., 1879 är en odlad art, som tillfälligt kan finnas förvildad.
- Satureja hortensis var. distans K.Koch

## Biotop
Sommarkyndel har små anspråk på växtplatsen men är frostkänslig. Den föredrar tämligen torr grusmark i soliga, vindskyddade och varma lägen. Den gynnas av kväverik jordmån. Vanliga växter på samma typ av mark är blå bolltistel (Echinops bannaticus), malört (Artemisia absinthium), granatäpple (Punica granatum), fikon (Ficus carica) och fjädergräs (Stipa pennata).

## Sommarkyndel och människan

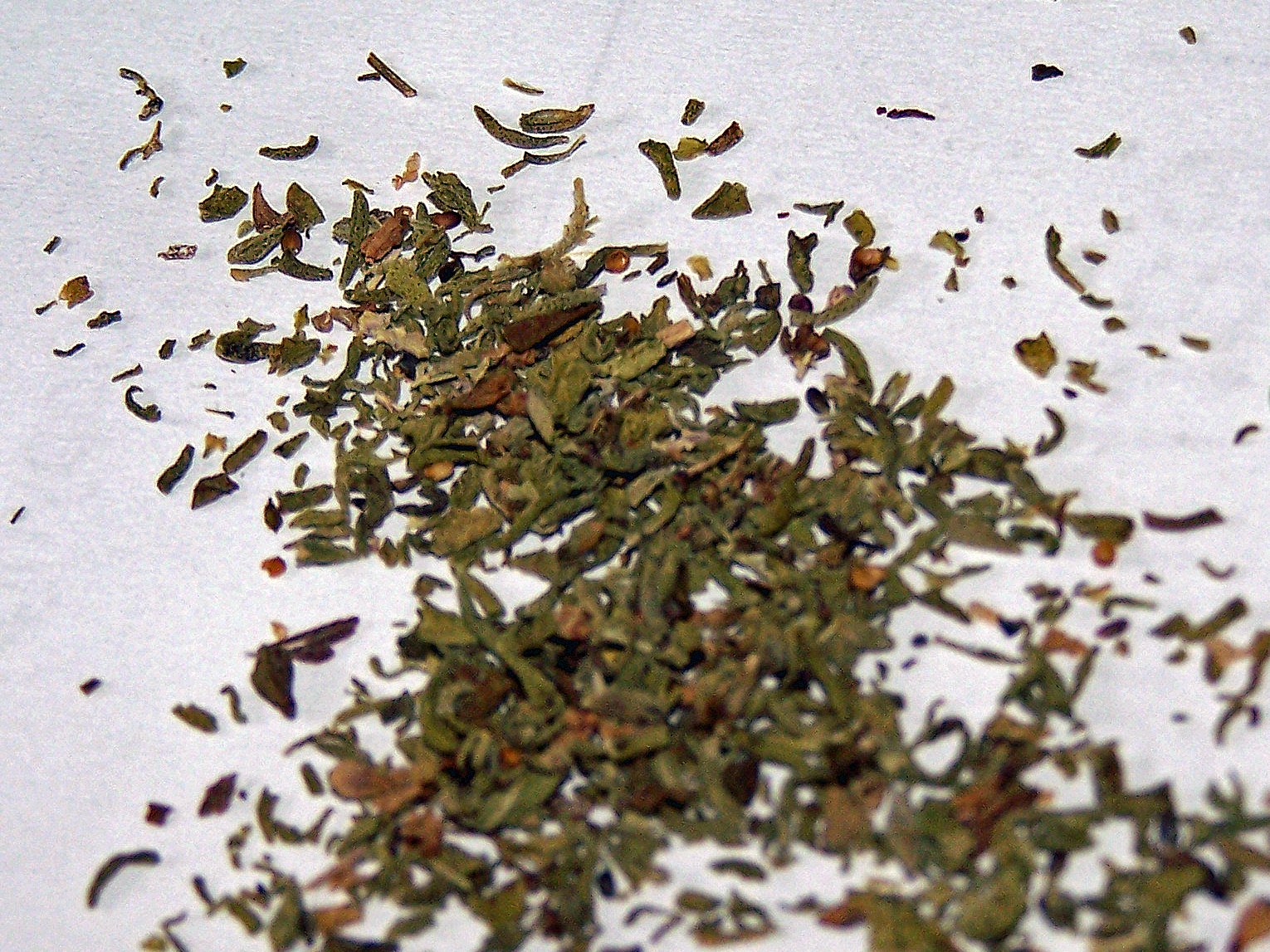
Torkad sommarkyndel.

### Etymologi
Släktnamnet Satureja (eller Satureia; förväxla ej med insektsläktet Satureia) är det i gamla tider använda latinska namnet på växten kyndel; om sommarkyndel eller vinterkyndel tycks ej vara närmare definierat. Artepitetet hortensis betyder i en trädgård av latin hortus = trädgård.

### Användning
Arten odlas som krydda, och används till bland annat korv, viltfågel, grönsaker och sallad. Den ingår även som beståndsdel i kryddblandningen Herbes de Provence. Vid industriell kryddtillverkning torkas först skördade kvistar. Sedan används specialkonstruerade rivmaskiner för att sära bladen från kvisten. 

### Folkmedicin
En dekokt på sommarkyndel, oegentligt kallat te, anses bra mot dålig aptit, hosta, luftrörskatarr, matspjälkningproblem,  nervositet, rapning och väderspänning.[källa behövs]

## Bildgalleri

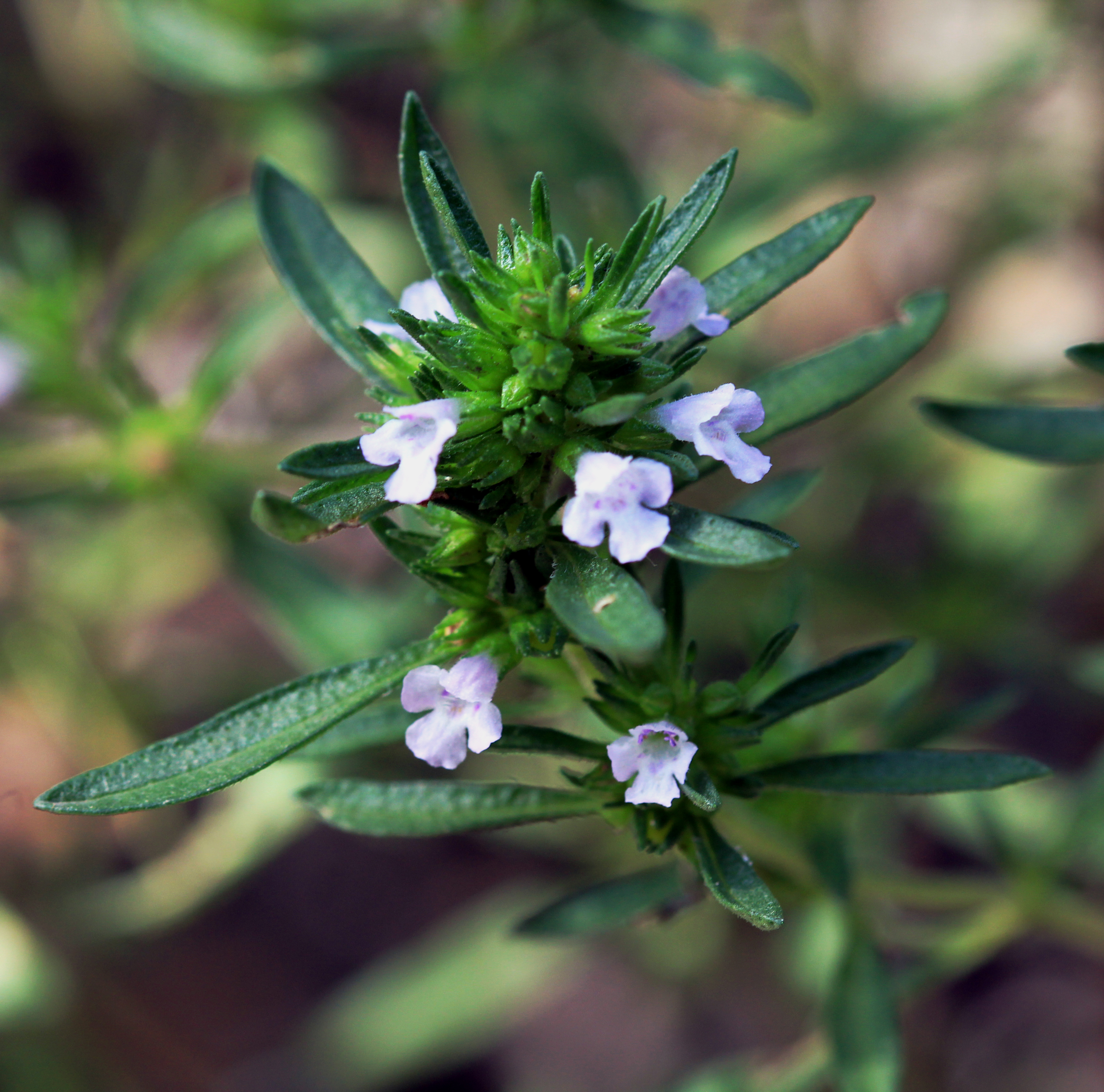
Blommor och blad.
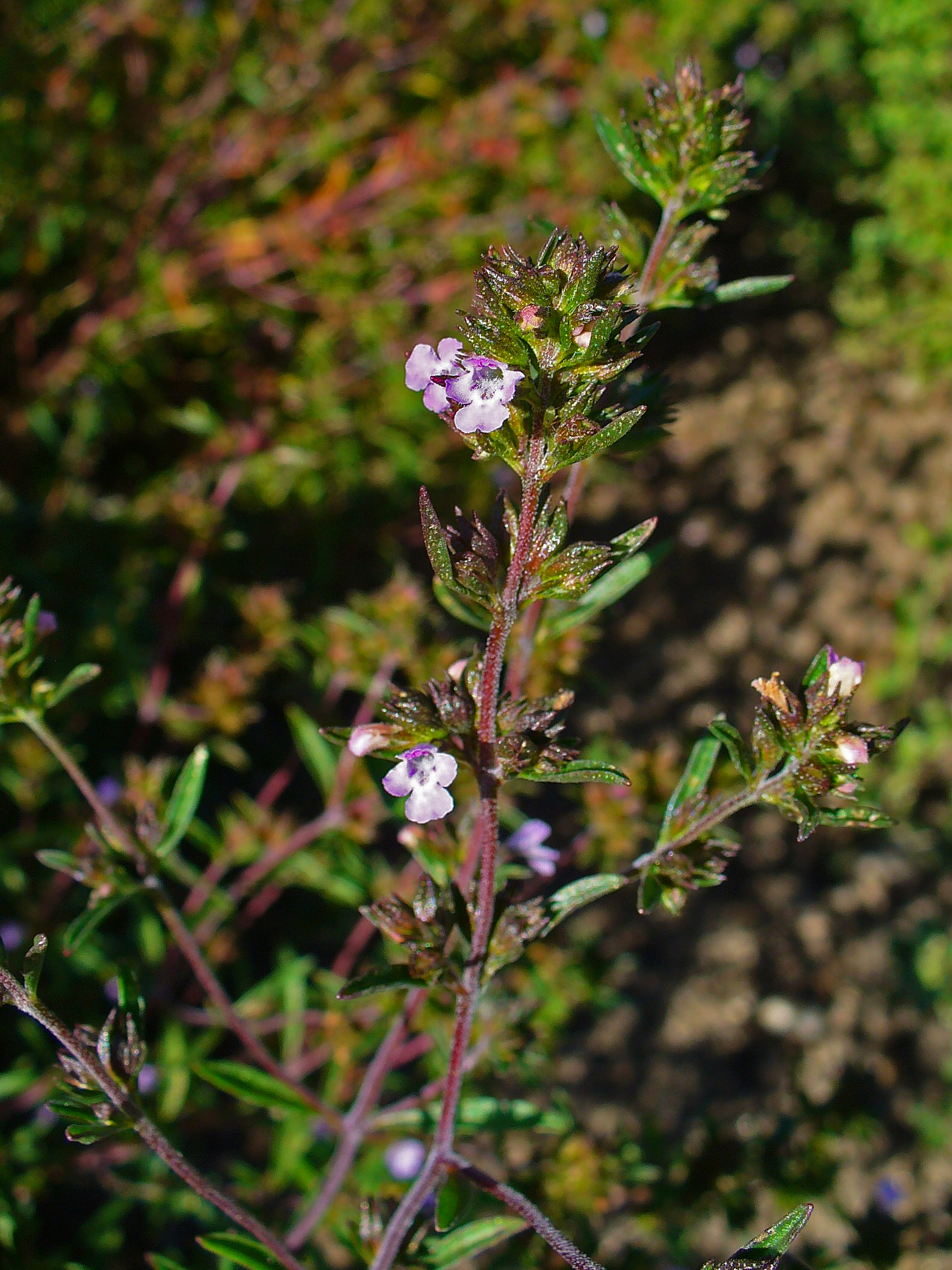
Vanligen bara några få blommor på varje stjälk.
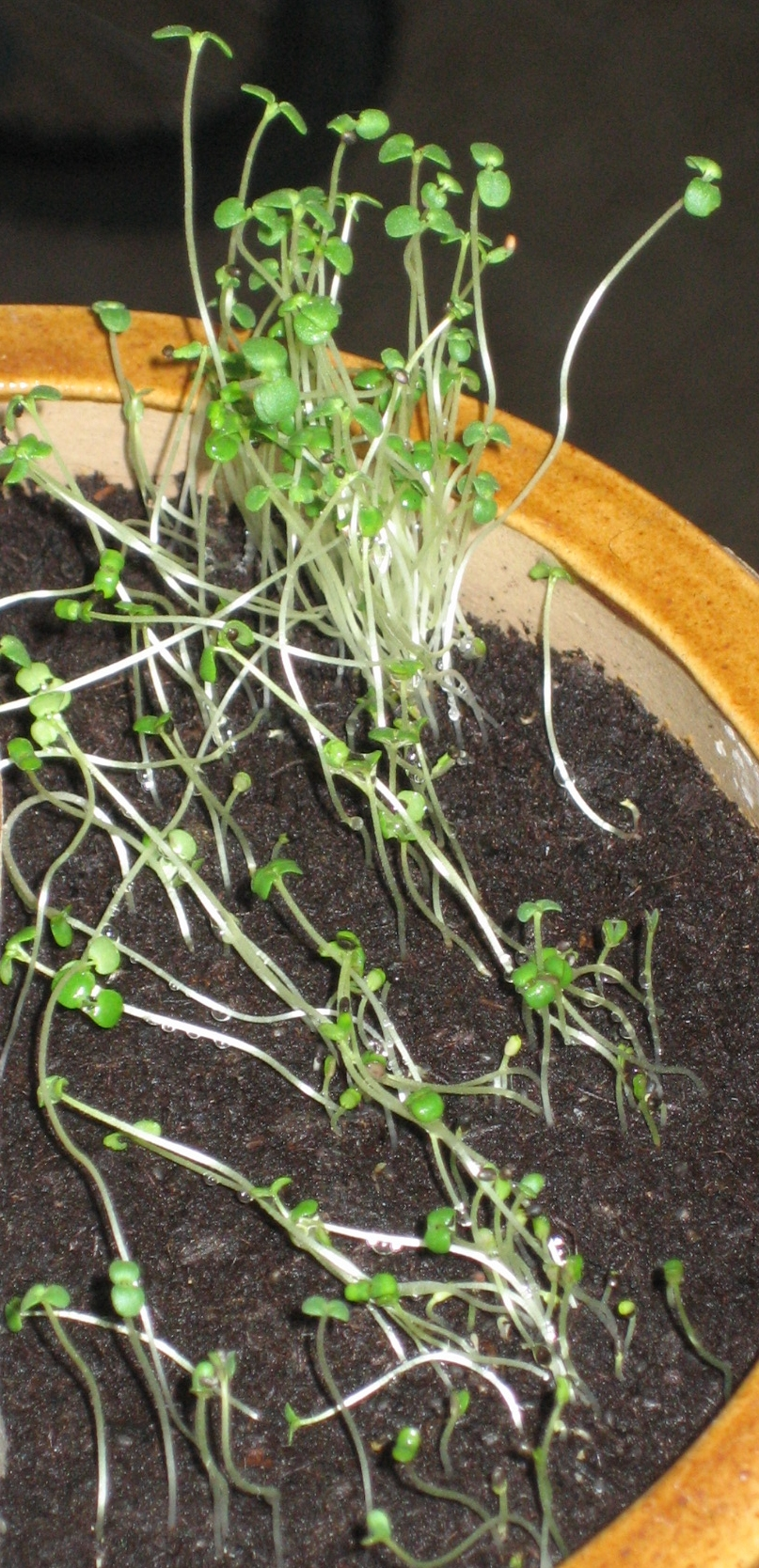
Tolv dagar gamla skott.
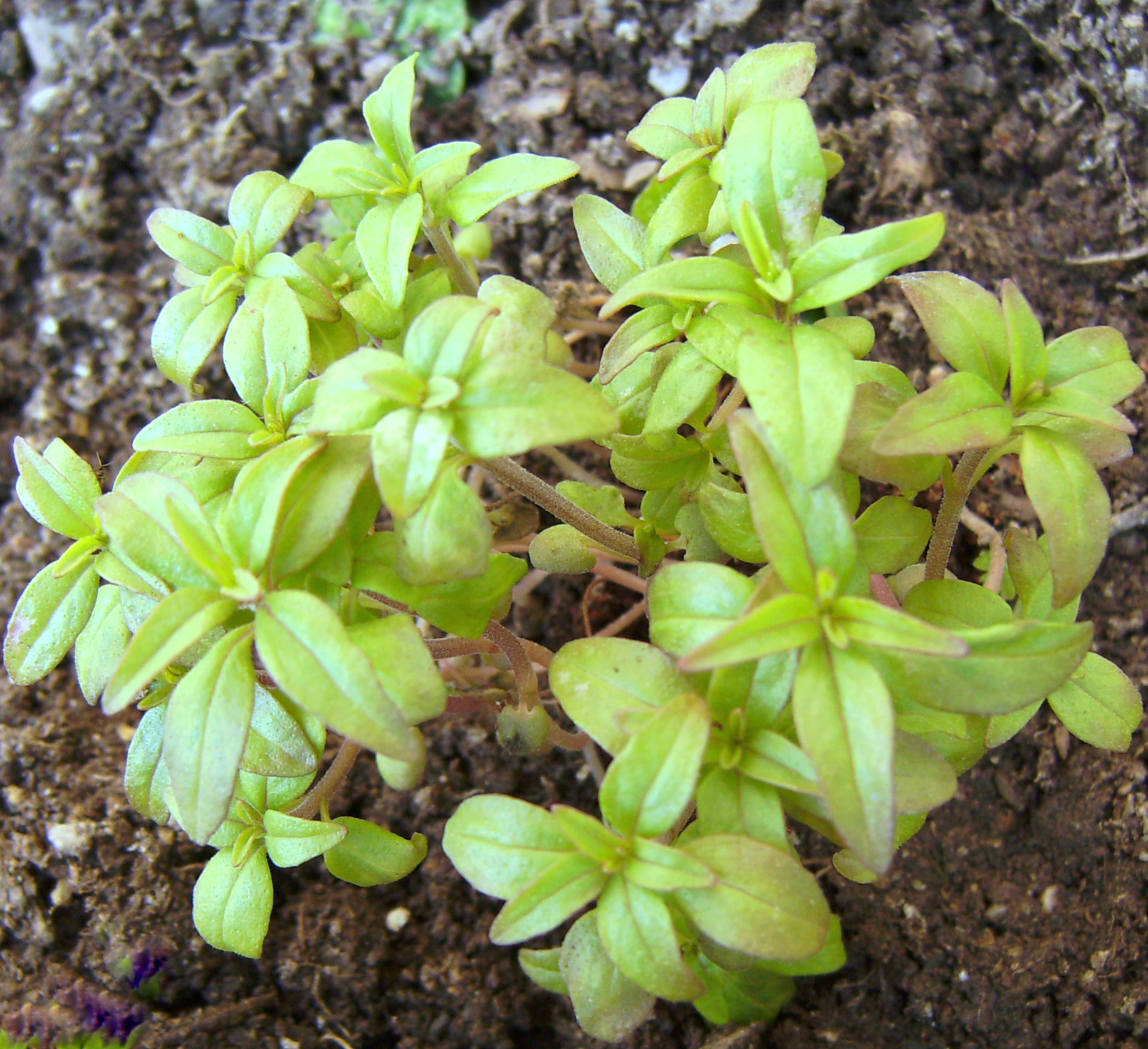
Unga plantor med bladen ljusare än på äldre plantor.
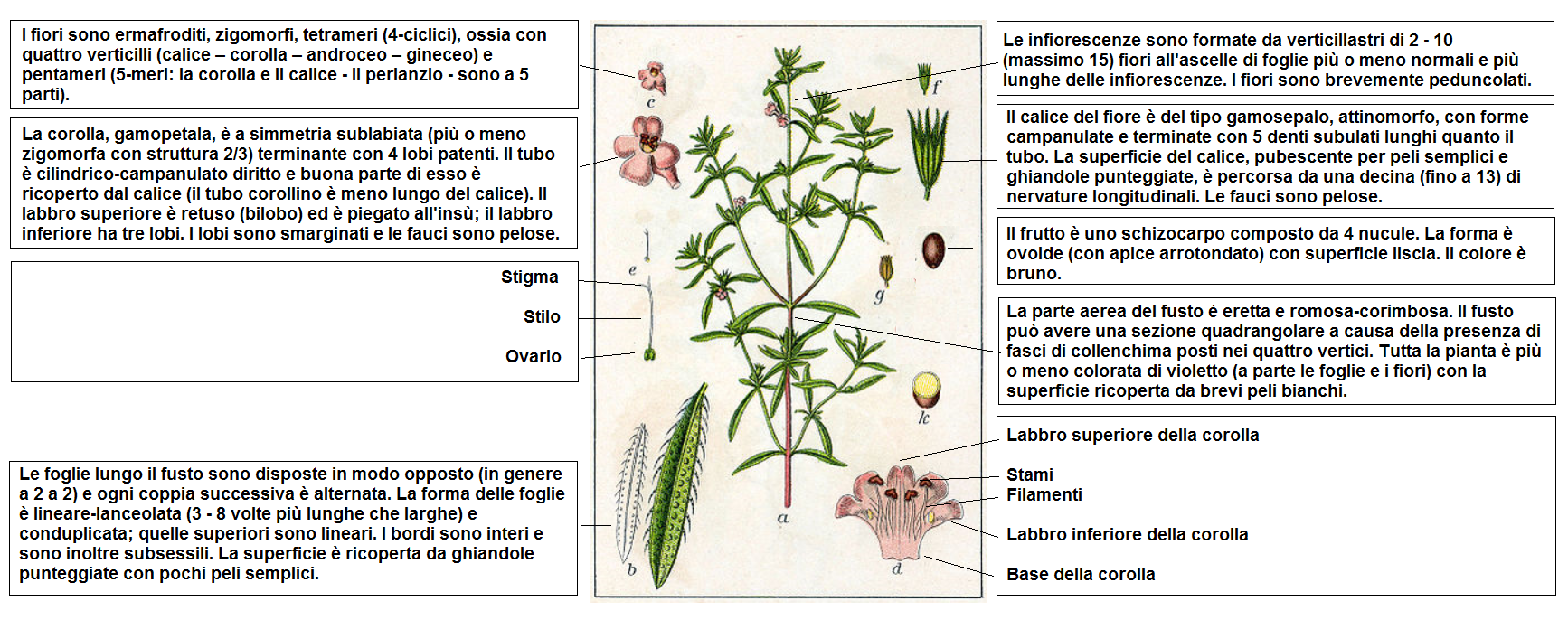
Stigma = pistillens märke, Stilo = stift, Ovario = fruktämne Stami = ståndare, Filamenti = strängar Labbro superfiore = överläpp, Labbro inferiore = underläpp